# 古巴裔美国人
古巴裔美国人（英語：Cuban Americans，西班牙語：或cubanoamericanos）是指所有从古巴移民至美国的公民及其后裔，不论其种族或宗教信仰。目前古巴裔是美国第三大拉丁裔群体，仅次于墨西哥裔和波多黎各裔。